# شهرزو
شهرزو (بالفارسية: شهرزو) هي منطقة سكنية تقع في إيران في Zavin District. يقدر عدد سكانها بـ 4,053 نسمة .